# Dunluce Castle (Schiff)
Die Dunluce Castle war ein 1904 in Dienst gestellter Passagierdampfer, der von der britischen Reederei Union-Castle Line im Passagier- und Postverkehr zwischen Großbritannien und Südafrika eingesetzt wurde. Sie wurde 1939 verkauft und 1945 schließlich in Schottland verschrottet.

## Das Schiff

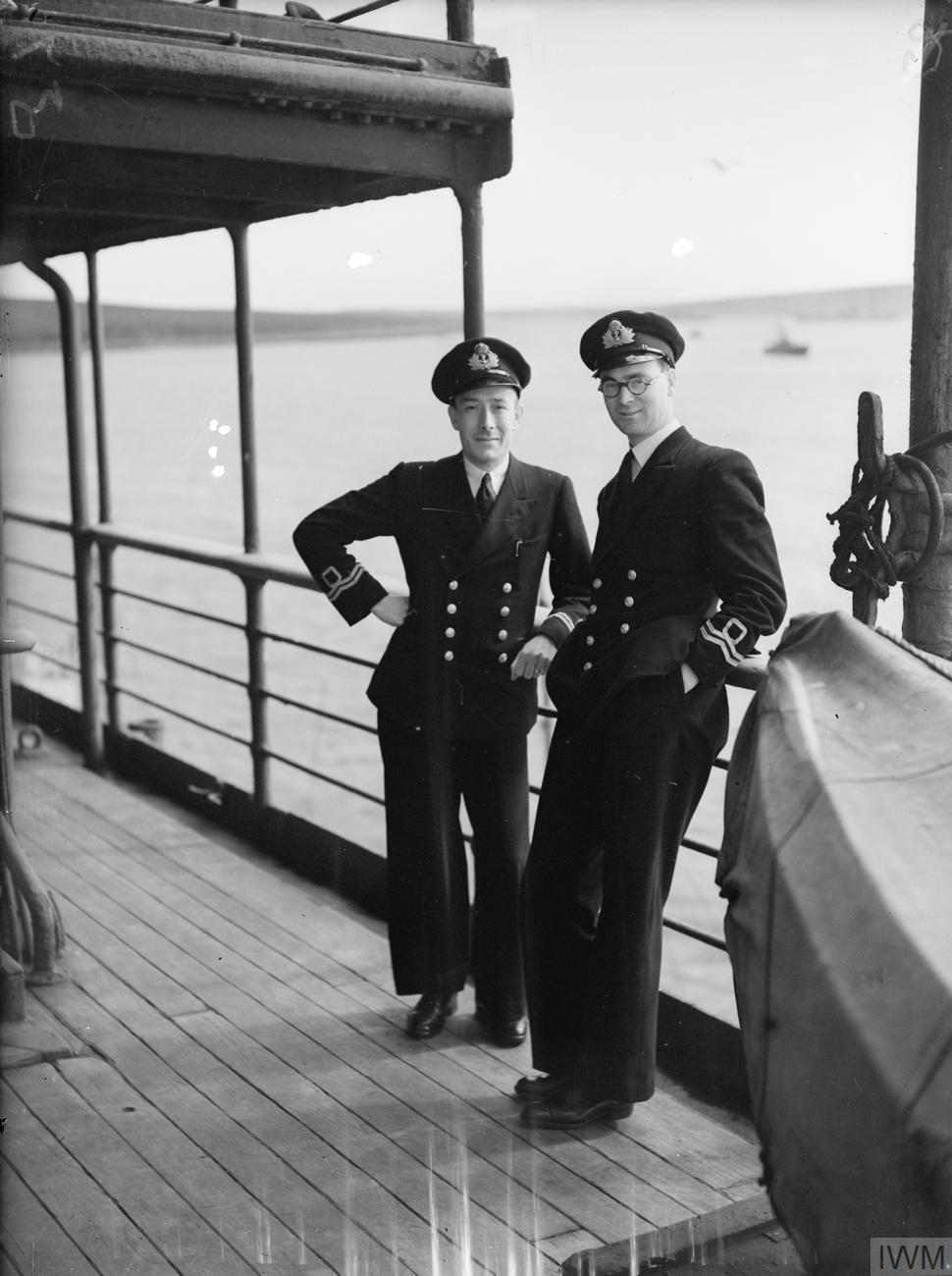
Zwei Leutnants der Navy an Bord der HMS Dunluce Castle während des Zweiten Weltkriegs.

Das 8.114 BRT große Dampfschiff Dunluce Castle wurde bei Harland & Wolff in Belfast gebaut. Das 144,78 Meter lange und 17,31 Meter breite Schiff hatte einen Schornstein, zwei Masten und zwei Propeller. Es wurde von Vierfachexpansions-Dampfmaschinen angetrieben, das Schiff auf eine Höchstgeschwindigkeit von 14 Knoten beschleunigen konnten. Die Kabinen waren für 211 Passagiere der Ersten Klasse und 264 der Zweiten Klasse ausgelegt. Die Dunluce Castle hatte zwei Schwesterschiffe, die ebenfalls 1904 in Dienst gestellt wurden. Diese waren die Durham Castle (8217 BRT), die bei Fairfield Shipbuilders in Govan gebaut wurde und die Dover Castle (8271 BRT), die bei Barclay, Curle and Company vom Stapel lief. Die Dunluce Castle wurde nach der gleichnamigen Burgruine in Nordirland benannt.
Die Dunluce Castle lief am 31. März 1904 vom Stapel und wurde am 15. September 1904 fertiggestellt. Noch im selben Monat lief sie in London zu ihrer Jungfernfahrt nach Südafrika aus. Im Januar 1910 unternahm sie ihre erste Fahrt auf der Strecke von London über Kapstadt und die Delagoa-Bucht nach Mombasa. Ab August 1914 wurde die Dunluce Castle als Truppentransporter im Ersten Weltkrieg verwendet. Im Juli 1915 wurde sie in ein Hospitalschiff mit 755 Betten umgewandelt und wurde in Gallipoli und Moudros und später Ostafrika eingesetzt. 1916 war sie zudem im Mittelmeer und der Adria aktiv.
Im April 1919 wurde die Dunluce Castle wieder der Union-Castle Line überstellt und nahm wieder ihren regulären Passagierdienst nach Südafrika auf. Ab 1931 bediente sie den Round Africa-Service. Im Juli 1939 wurde das Schiff zum Abbruch verkauft, wurde aber von der britischen Regierung aufgekauft und während des Zweiten Weltkriegs als Wohn- und Versorgungsschiff zunächst in Kingston upon Hull und Immingham und später in Scapa Flow genutzt. Nach Kriegsende bestand kein Bedarf mehr für das Schiff. Es wurde 1945 bei Thomas W. Ward Shipbreakers Ltd. in Inverkeithing abgewrackt.